# Daniel Olbrychski

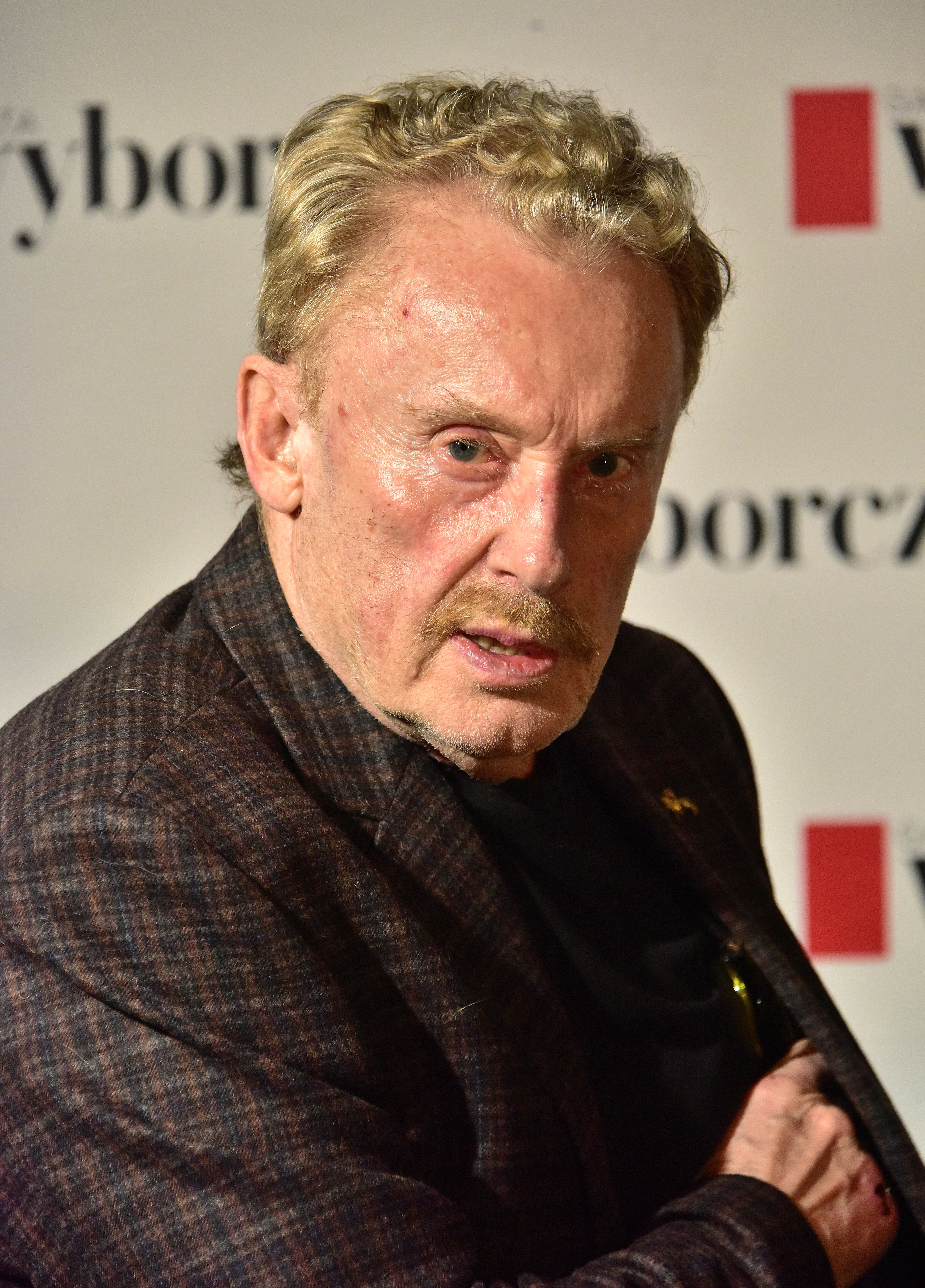
Daniel Olbrychski (2019)

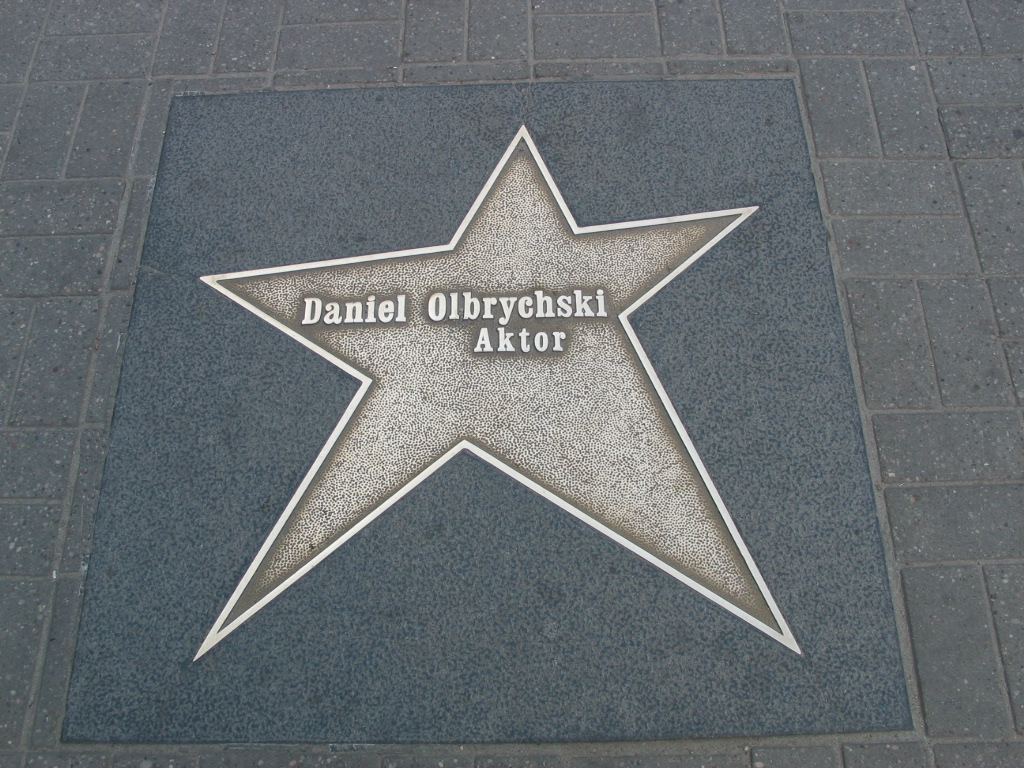
Stern auf dem Walk of Fame in Łódź

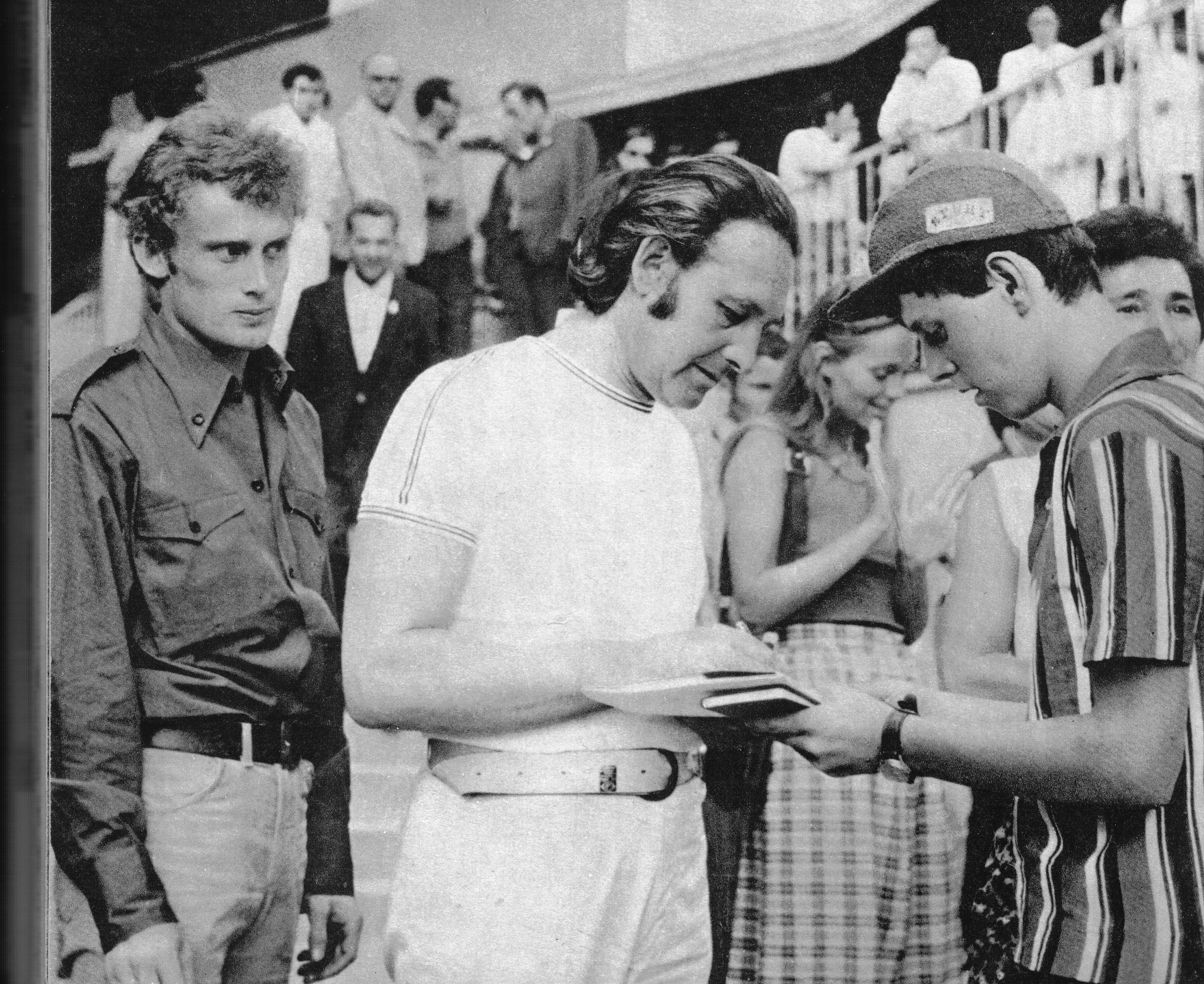
Olbrychski (links) mit Andrzej Wajda

Daniel Marcel Olbrychski (* 27. Februar 1945 in Łowicz) ist ein polnischer Schauspieler.

## Leben
Seit den 1960er-Jahren ist er einer der populärsten und meistbeschäftigten Schauspieler Polens. Seine erste Filmrolle erhielt er 1963 in Ranny w lesie (Verletzt im Wald) von Janusz Nasfeter. Er war zu diesem Zeitpunkt Schauspielstudent der PWST in Warschau. Das Studium beendete er jedoch nie. Auch international glänzte er immer wieder, beispielsweise unter der Regie von Margarethe von Trotta in  Rosa Luxemburg. Bei den Dreharbeiten zu Rosa Luxemburg lernte er Barbara Sukowa kennen, mit der er einen Sohn hat.

## Filmografie (Auswahl)
- 1965: Legionäre (Popioły)
- 1966: Liebe im Atelier (Małżenstwo z rozsądku)
- 1969: Alles zu verkaufen (Wszystko na sprzedaż)
- 1969: Befreiung
- 1969: Herr Wołodyjowski
- 1969: Fliegenjagd (auch Regieassistent)
- 1970: Landschaft nach der Schlacht (Krajobraz po bitwie)
- 1970: Das Birkenwäldchen (Brzezina)
- 1971: Agnus dei (Égi bárány)
- 1971: Familienleben (Życie rodzinne)
- 1972: Die Hochzeit (Wesele)
- 1972: Pilatus und andere – Ein Film für Karfreitag (Fernsehfilm)
- 1974: Sintflut (Potop)
- 1975: Das gelobte Land (Zemia obiecana)
- 1977: Dagny
- 1979: Die Blechtrommel
- 1979: Die Mädchen von Wilko (Panny z Wilka)
- 1979: Selbstverteidigung (Kung-fu)
- 1981: Ein jeglicher wird seinen Lohn empfangen… (Les Uns et les autres)
- 1982: Eine Frau wie ein Fisch (La Truite)
- 1983: Duell ohne Gnade (La Diagonale du fou)
- 1983: Eine Liebe in Deutschland
- 1985: Die Ballade von der Axt (Siekierezada)
- 1985: Der Bulle und das Mädchen
- 1986: Casablanca, Casablanca (Casablanca, Casablanca)
- 1986: Chronik einer Fürstenfamilie (Biała wizytówka)
- 1986: Rosa Luxemburg
- 1986: Mit meinen heißen Tränen (Notturno)
- 1987: Dekalog, Drei (Dekalog, trzy)
- 1987: Farewell Moskau (Mosca addio)
- 1987: Das Geheimnis der Sahara (Il segreto del Sahara)
- 1988: Haute Tension: Vendetta (Au bout du rouleau) (Fernsehreihe, eine Folge)
- 1988: Der Laden des Goldschmieds (La botega del orefice)
- 1988: Sehnsucht nach Freiheit (Zoo)
- 1988: Die unerträgliche Leichtigkeit des Seins (The Unbearable Lightness of Being)
- 1989: Coplan: Entführung nach Berlin (Coplan: Coups durs) (Fernsehreihe, eine Folge)
- 1990: Das lange Gespräch mit dem Vogel (Fernsehfilm)
- 1993: Tödlicher Wein (Le Vin qui tue) (Fernsehfilm)
- 1994: Lieber reich und schön (Lepiej być piąkną i bogatą)
- 1994: Laços de Sangue
- 1994: Transatlantis
- 1998: Der Barbier von Sibirien (Sibirskiy tsiryulnik)
- 1999: Mit Feuer und Schwert (Ogniem i mieczem)
- 1999: Pan Tadeusz
- 2001: Vorfrühling
- 2002: Gebürtig
- 2002: Die Rache
- 2002: Nitschewo
- 2003: Die Wikinger – Angriff der Nordmänner (Stara baśń. Kiedy słońce było bogiem)
- 2005: Persona non grata
- 2005: Anthony Zimmer
- 2010: Salt
- 2010: Wenn du gehst (Nie opuszczaj mnie)
- 2011: 1920 – Die letzte Schlacht (1920 bitwa Warszawska)
- 2011: Wintertochter (Zimowy ojciec)
- 2012: Die Belagerung (11 settembre 1683)
- 2013: The Hardy Bucks Movie
- 2013: Legenda No. 17
- 2014: Passenger from San Francisco
- 2014: Swiadek
- 2016: Marie Curie
- 2016: Stille Reserven
- 2016: Titanium White
- 2017: Stebuklas
- 2018: Van Gogi
- 2018: Kamerdyner
- 2018: Koja je ovo drzava!
- 2019: Polityka
- 2020: Raz, jeszcze raz
- 2021: Egregor
- 2022: Jack Ryan (Fernsehserie, 6 Episoden)

## Wichtige Theaterrollen
- 1969: Gustaw in Śluby Panieńskie von Aleksander Fredro – Regie: Władysław Krasnowiecki am Nationaltheater Warschau
- 1970: Titelrolle in Hamlet von William Shakespeare – Regie: Adam Hanuszkiewicz am Nationaltheater in Warschau
- 1971: Titelrolle in Beniowski von Juliusz Słowacki – Regie: Adam Hanuszkiewicz am Nationaltheater in Warschau
- 1974: Stańczyk; Wernyhora in Die Hochzeitsfeier von Stanisław Wyspiański – Regie: Adam Hanuszkiewicz am Nationaltheater Warschau
- 1976: Adam Mickiewicz in Mickiewicz 1. Teil – Regie: Adam Hanuszkiewicz am Nationaltheater in Warschau
- 1977: Gustaw-Wacław in Mann und Frau von Aleksander Fredro – Regie: Adam Hanuszkiewicz am Nationaltheater in Warschau